# 山本静香
山本 静香（やまもと しずか、1975年12月5日 - ）は、大阪府出身の女性バドミントン選手。茨城県私立常総学院高校卒。2003年の世界バドミントン選手権大会で山田靑子とのペアで銅メダルを獲得した。2004年アテネオリンピックにも山田とのペアでアテネオリンピック日本選手団として出場している。